# Robert i Bertrand czyli Dwaj złodzieje
Robert i Bertrand czyli Dwaj złodzieje – krotochwila ze śpiewami Kazimierza Hofmana w czterech aktach. Libretto napisał Władysław Ludwik Anczyc. Prapremiera odbyła się w Krakowie w 1888 r.

## Pierwowzór
Libretto Władysława Ludwika Anczyca jest wierną adaptacją krotochwili autorstwa Johanna Nepomuka Nestroya.

## Treść
Bohaterami utworu są dwaj drobni złodzieje: Robert i Bertrand, którzy wspólnie uciekają z więzienia i okradają podmiejską oberżę. Po licznych perypetiach zostają jednak schwytani i jedyne co im pozostaje, to prosić o dobre traktowanie.

## Spektakl radiowy
W 1961 r. w Teatrze Polskiego Radia wyemitowano spektakl pt. Figle losu oparty na motywach utworu Robert i Bertrand czyli Dwaj złodzieje w adaptacji Zofii Zawadzkiej i reżyserii Rudolfa Ratschki.